# رخصة استيراد
رخصة استيراد هي تصريح تصدر من قبل سلطة حكومية لمستورد تسمح له بموجبه بجلب كميات محددة من بضائع وسلع محددة، لا يمكن استيرادها إلا بمثل هذه الرخصة. تسمح رخصة الاستيراد التأكد من استيفاء متطلبات ما قبل الموافقة وكذلك متطلبات الصحة والسلامة الإجبارية. تسمح الرخصة لضبط ومراقبة حركة التجارة عبر الحدود الوطنية.